# Hundetunge
Hundetunge (Cynoglossum)er en slægt med 15-20 arter, som er udbredt i Afrika, Asien, Nordamerika (et par arter) og Europa, fortrinsvis i de subtropiske og tropiske områder. Det er mest toårige eller flerårige (stauder), men enkelte arter er énårige. Det er oprette, grovhårede og tørketålende planter med spredtstillede, hele blade, der er helrandede. Blomsterne er samlet i svikler, og de er 5-tallige og regelmæssige, hvor de sammenvoksede kronblade danner et rør eller en tragt med en ganske lille, ombøjet kant. Frugten er en delfrugt, som hæfter sig til dyrs pels (og menneskers tøj!) ved hjælp af krogformede hår. Planten bestøves af insekter (svirrefluer, enlige bier, honningbier og humlebier).
| Beskrevne arter |

- Indisk hundetunge (Cynoglossum wallichii)
- Kinesisk hundetunge (Cynoglossum amabile)
- Lægehundetunge (Cynoglossum officinale)

| Andre arter |

- Cynoglossum coeruleum
- Cynoglossum dioscoridis
- Cynoglossum furcatum
- Cynoglossum geometricum
- Cynoglossum grande
- Cynoglossum lanceolatum
- Cynoglossum nervosum
- Cynoglossum triste
- Cynoglossum virginianum
- Cynoglossum zeylanicum

## Note
1. ↑  Angiosperm Phylogeny Group: An update of the Angiosperm Phylogeny Group classification for the orders and families of flowering plants: APG IV i Botanical Journal 2016, 181,1 side 1-20 (engelsk)